# Cryptocanthon chiriquinus
Cryptocanthon chiriquinus là một loài bọ cánh cứng trong họ Bọ hung (Scarabaeidae).